# Incaia
Incaia (em turco: İnkaya), a histórica Baixa Mejencerta (em armênio: Մժնկերտ Ներքին, Mžnkert Nerkin), é uma vila do distrito de Sarecamixe, na província de Carse, na Turquia. Em 2022, sua população era de 991 habitantes.

## Nome
O nome armênio histórico de Baixa Mejencerta (Մժնկերտ Ներքին, Mžnkert Nerkin), segundo Łevond Ališan, está relacionado a Majã (Mažan), um dos filhos do rei artaxíada Artaxias I (r. 189–160 a.C.). No século XVII, foi referida pelo cronista Evliya Çelebi como Lejenguerde / Mijinguerde (em turco: Lejengerd / Mijingerd).

## História
Foi mencionada pela primeira vez no século XIII por Estêvão Orbeliano. Na Idade Média, foi sede de um bispado e um evangelho ali produzido em 1336 sobreviveu até os dias atuais. Segundo fontes turcas, nos séculos XVI-XVII era o centro do distrito de Mejencerta (Baixa Bassiana). Perto de Incaia estão as ruínas de uma antiga fortaleza com seis a sete metros de espessura. No lado leste da fortaleza, várias igrejas estão esculpidas na montanha. A aldeia tinha sete cemitérios, um dos quais é onde está enterrado o poeta (tałasac) Cachatur Quecharis (século XIII). Entre os séculos XVII e XVIII, foi o centro de um sanjaco do eialete de Erzurum do Império Otomano. De acordo com o viajante italiano Jemeli, era um assentamento densamente povoado com quinhentos residentes armênios que estavam envolvidos na agricultura e no comércio. No entanto, como resultado das guerras russo-turcas do século XIX, a vila foi esvaziada. No início do século XX, tinha algumas dezenas de habitantes.